# Кулики (Брянская область)
Кулики — опустевший поселок в Стародубском муниципальном округе Брянской области.

## География
Находится в южной части Брянской области на расстоянии приблизительно 7 км по прямой на запад-северо-запад от районного центра города Стародуб.

## История
Упоминался в 1926 году. В середине XX века работал колхоз им. Карла Маркса. До 2019 года входил в состав Мохоновского сельского поселения, с 2019 по 2021 в состав Запольскохалеевичского сельского поселения Стародубского района до их упразднения.

## Население
Численность населения: 140 человек (2026 год, приблизительно), 4 человека в 2002 году (русские 100 %), 0 в 2010.